# C/1966 T1 (Рудницкий)
Комета C/1966 T1 (комета Рудницкого) — долгопериодическая комета, открытая 15 октября 1966 года польским астрономом Конрадом Рудницким.

### Орбитальные параметры
Параметры орбиты были определены на 30 января 1967 года. Комета движется по орбите в форме гиперболы с эксцентриситетом 1,00039. Её перигелий находился на расстоянии 0,419 а. е. от Солнца. Последнее прохождение перигелия 20 января 1967 года. Альтернативные обозначения: 1966e, 1967 II.
Большая полуось: −1074,385 а. е., долгота восходящего узла 75,708°, аргумент перицентра  79,784°. Наклон орбиты: 9,080°. Минимальное расстояние от Земли (MOID): ≈0,02 а. е.

### История открытия
Открытие кометы произошло в Паломарской обсерватории, где профессор Рудницкий занимался поиском сверхновых звёзд. Это открытие стало важным событием в астрономии, особенно для польского астрономического сообщества, так как комета была первой, открытой польским астрономом после окончания Второй мировой войны.
Комета C/1966 T1 была обнаружена в точке, расположенной примерно в 3,5° от звезды φ Tauri. Несмотря на то что комета была достаточно яркой, её орбитальные характеристики не позволили ей создать метеорный поток.